# 커피의 경제학

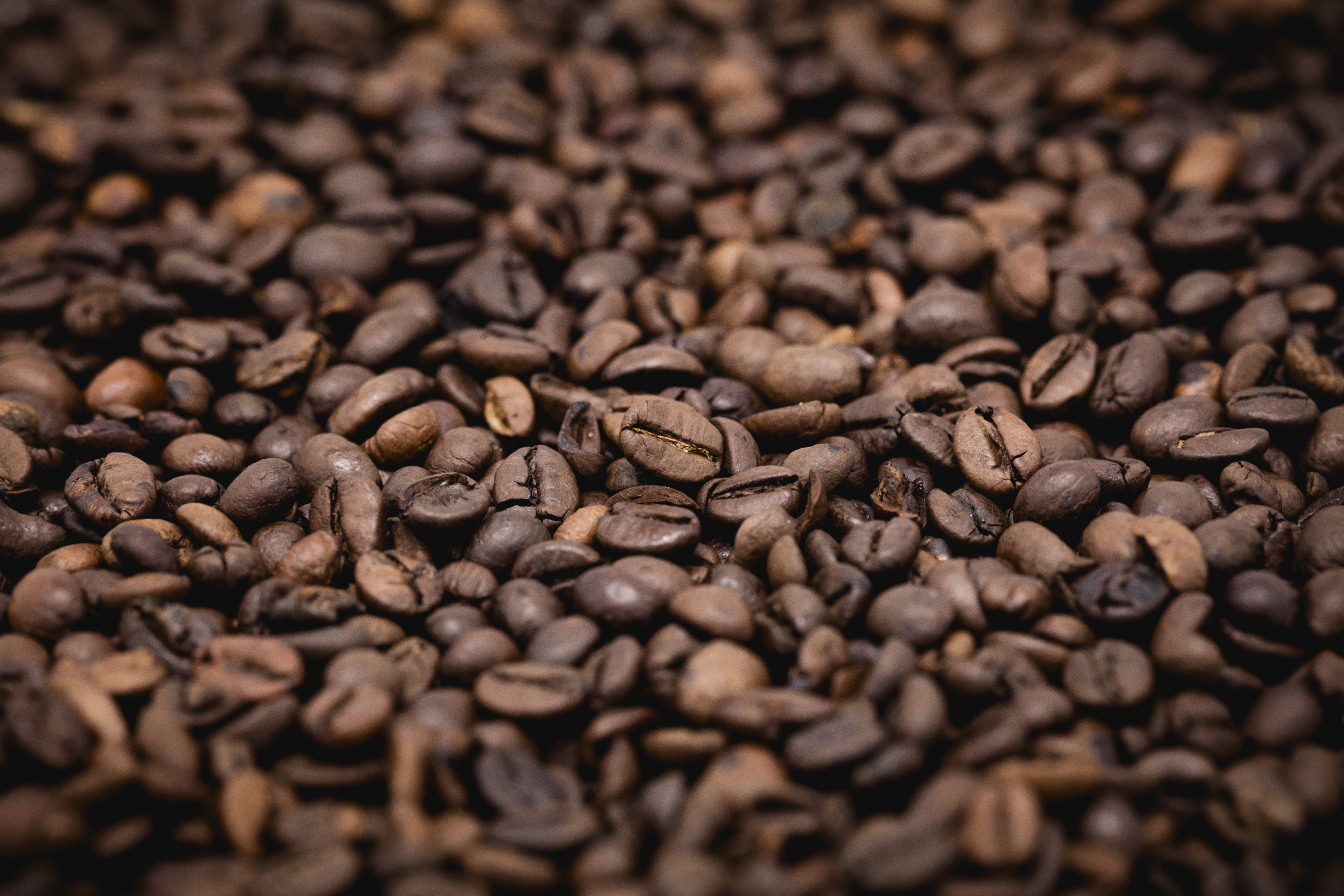
커피 콩

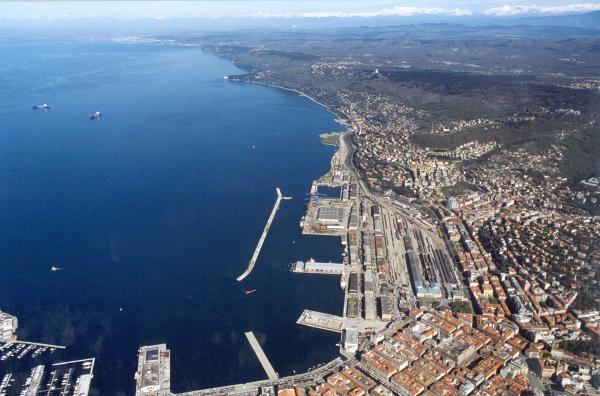
트리에스테의 옛 항구 - 오랫동안 중부 유럽의 커피 대부분은 트리에스테를 통해 거래되었다.

커피의 경제학은 커피의 생산과 유통, 소비에 연결되는 다양한 경제 현상을 다룬다. 커피는 대중적인 음료이자 중요한 일용품 가운데 하나이다. 커피는 열대 또는 아열대의 개발도상국에서 재배되어 선진국에서 소비되는 형태를 보인다. 남아메리카와 동남아시아가 커피 생산의 주요 지역으로 전 세계 2천5백만 가구 이상의 소규모 생산자가 커피 생산으로 생계를 이어가고 있다. 커피 소비량은 하루 22억 5천만 잔 이상으로 1인당 하루 평균 2.5잔 정도이다.
세계 커피의 3분의 1 정도가 브라질에서 생산되며 브라질에는 30억 개가 넘는 커피 나무가 재배되고 있고 고용인구는 약 5백만 명이다. 커피는 브라질의 다른 플랜테이션인 사탕수수나 목축 등과 달리 자동화가 어려워 대표적인 노동집약 산업이다.
커피는 주요 국제 무역 상품으로 로스팅 하지 않은 생두는 가장 무역량이 많은 농산품 가운데 하나이다. 커피는 2004년 기준 12개국의 최대 농산물 수출품이었고, 2005년 가치 기준 농산물 무역량의 7위를 차지하였다. 20세기 후반인 1970년부터 2000년 무렵까지 커피를 "개발도상국이 수출한 두 번째로 가치 있는 상품"으로 설명하는 경우가 있으나 이는 생두를 기준으로 하는 것으로 로스팅 된 소매품과 혼동의 여지가 있다.  커피 무역은 대부분 뉴욕 거래소, 뉴욕상업거래소, 뉴욕 대륙간 거래소와 같은 국제 무역 거래소에서 선물 계약으로 거래된다. 유럽의 경우 커피 거래 및 가공의 중심지는 함부르크와 트리에스테이다.

## 배경
커피나무는 동아프리카가 원산인 꼭두서니과 식물이다. 커피나무의 열매를 흔히 "커피콩"이라고 부르지만 실제로는 콩과 식물과 관련이 없다.
야생의 커피를 언제부터 음료로 마시게 되었는 지는 불분명하지만 이 역시 원산지인 동아프리카에서 시작되었을 것이라고 추측하고 있다. 에티오피아는 스스로가 커피의 종주국이라는 자부심이 있고 6세기에서 7세기 무렵 칼디라는 목동이 염소를 보살피다가 커피나무를 발견하게 되었다는 전설이 전해진다. 에티오피아 카파지역에 커피 자생지가 있어 커피라는 이름도 여기에서 유래되었을 것이라 주장한다. 커피는 동아프리카에서 아라비아 반도로 전파되어 14-15세기 무렵 예멘에서 유행하였고 16세기에 이르러 이집트, 시리아, 페르시아를 아우르는 대중적 음료가 되었다. 십자군 전쟁을 전후로 커피는 유럽에도 전파되었다. 처음에는 이슬람의 음료라는 이유로 반발도 있었지만 얼마 지나지 않아 즐겨 마시는 음료 가운데 하나가 되었다. 오스만 제국의 콘스탄티노폴리스 함락은 커피의 입장에선 유럽 확산의 기폭제였다. 17세기가 되면 교황 클레멘스 8세가 직접 커피를 옹호하며 이교도의 음료라는 부정적 이미지를 종식시킨다. 그러나 커피는 열대성 작물로서 유럽에서는 재배할 수 없었기 때문에 수입에 의존할 수 밖에 없었다. 유럽이 스스로 커피 재배지를 경영하게 된 것은 대항해 시대의 뒤를 이은 제국주의적 식민주의가 확산된 뒤의 일이다. 1616년 네덜란드는 오늘날 스리랑카의 해안지역인 네덜란드령 실론에 첫 커피 플랜테이션을 세웠다.
산업 혁명이후 커피 역시 대량 생산의 길로 접어 들었다. 19세기가 되면 식민지 플랜테이션 농업 - 국제 거래소를 통한 무역 - 집약된 커피 로스팅 지역의 등장 - 소매업을 통한 소비의 가치 사슬이 만들어졌다. 예나 지금이나 커피 산업에서 가장 큰 이윤을 남기는 곳은 로스팅 업체이다.
20세기 후반 탈식민지화를 통해 신생독립국들이 건국되었다. 전통적인 커피 생산국 역시 상당수가 이 흐름에 속한다. 열대 및 아열대 신생독립국들은 독립 이후에도 여전히 저개발 상태에 놓여 있는 경우가 많으며, 커피는 이들 나라에서 가장 중요한 수출 품목 가운데 하나이다. 그러나 커피는 석유와 같은 다른 무역 품목과 같이 국제적인 거래소를 통해 선물 거래되는 투기 상품 가운데 하나로 특히 냉전 붕괴 이후 가격 폭락을 겪었다.

## 생산
| 2011년 상위 10대 생두 생산국 (백만 톤) | 2011년 상위 10대 생두 생산국 (백만 톤) |
| -------------------------------------- | -------------------------------------- |
| 브라질                                 | 2.70                                   |
| 베트남                                 | 1.28                                   |
| 인도네시아                             | 0.63                                   |
| 콜롬비아                               | 0.47                                   |
| 인도                                   | 0.40                                   |
| 에티오피아                             | 0.37                                   |
| 페루                                   | 0.33                                   |
| 온두라스                               | 0.28                                   |
| 멕시코                                 | 0.25                                   |
| 과테말라                               | 0.24                                   |
| 세계 합계                              | 8.46                                   |
| 출처: 유엔식량농업기구                 |                                        |

커피 생산으로 생계를 잇는 가구는 전 세계적으로 최소 2천만~2천5백만 가구이다. 가구 구성원을 평균 5명으로 생각하면 1억 명 이상이 커피 생산에 의존하고 있다. 2018년 세계 생두 생산량은 1,030만 톤이다.
2016년 기준 세계 커피 수출액은 194억 미국 달러로 개발도상국 중요 수출품 가운데 두 번째로 큰 비중을 차지한다. 동티모르의 경우 수출품 가운데 언급할 가치가 있는 것은 커피 뿐이다. 커피 무역량은 변동이 심하다. 성수기였던 1986년 무역 규모는 140억 달러이었으나 2001년 - 2002년의 커피 위기에는 49억 달러까지 떨어졌다. 이 커피 위기는 수 년 동안 지속되어 전 세계 커피 생산자들에게 영향을 주었다.
2009년 기준 세계 제1의 생두 생산국은 브라질로 베트남, 인도네시아, 콜롬비아, 에티오피아가 그 뒤를 이었다. 커피나무의 품종은 크게 아라비카와 로부스타로 나뉘는데, 아라비카는 라틴 아메리카, 동부 아프리카, 아라비아 또는 아시아에서 재배되고, 로부스타는 서부 및 중앙 아프리카, 동남아시아 전역, 브라질 일부에서 재배된다.
같은 품종이라도 국가나 지역에 따라 풍미, 향, 식감, 신맛의 정도가 달라 생산지 구분이 가능하다. 재배지 차이 뿐만 아니라 유전적 변종도 맛에 차이가 난다. 커피의 품종은 일반적으로 생산지로 구분하여 콜롬비아 커피, 자바 커피 등으로 불린다.

## 소비
2000년 미국의 커피 소비량은 1인당 22.1갤런(100.5리터)이었다. 미국의 경우 1억 5천만 명 이상이 매일 커피를 마신다. 미국인의 65%가 뜨러운 커피를 좋아하여2008년 미국 편의점의 더운 음료 매출 가운데 약 78%를 차지하였다.

## 가격

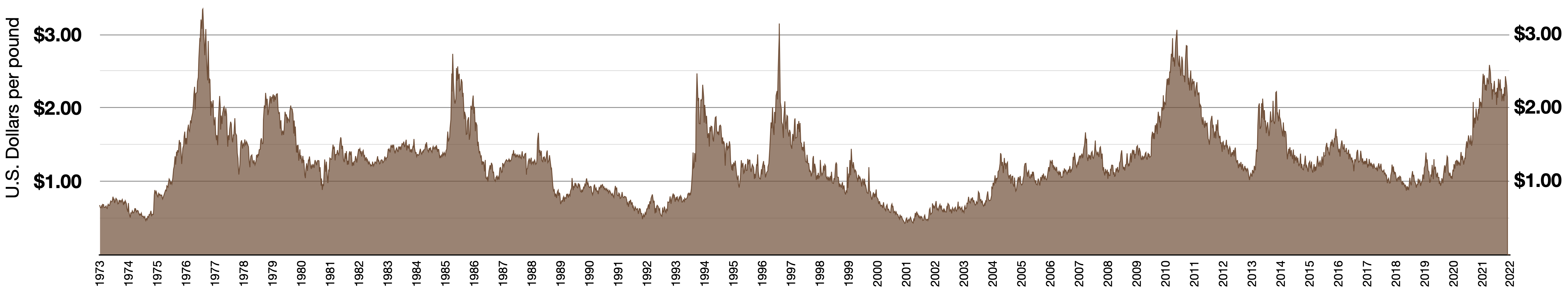
1973년 – 2022년의 커피 가격

런던에 본부를 둔 커피 수출국가 기구인 국제 커피 기구 가 만든 지표 가격에 따르면 국제 무역으로 거래되는 커피의 월 평균 가격은 1920년대와 1980년대 최대 값을 보여 파운드 당 10 달러를 상회하였지만, 1990년대 후반 최소 값을 보였고, 2001년 9월에는 파운드 당 417 센트까지 떨어졌다. 이 가격은 2004년까지 낮은 수준을 유지하였다. 커피 가격의 폭락은 냉전 붕괴와 함께 1962년 - 1989년 사이 유지되었던 국제 커피 협정이 붕괴되었기 때문이다.
브라질에서 커피 플랜테이션이 확장되고 1994년 베트남이 미국의 경제 제재에서 벗어나 세계 시장으로 들어오면서 커피 가격 하락의 주요 원인으로 작용하였다. 베트남의 저렴한 생두가 세계 시장에 공급되자 브라질과 니카라과, 에티오피아의 커피 재배지에서는 커피로 생계를 이을 수 없는 사태가 일어났다. 커피 위기 당시 세계적으로 많은 커피 농부들이 도시 빈민으로 유입되었다.

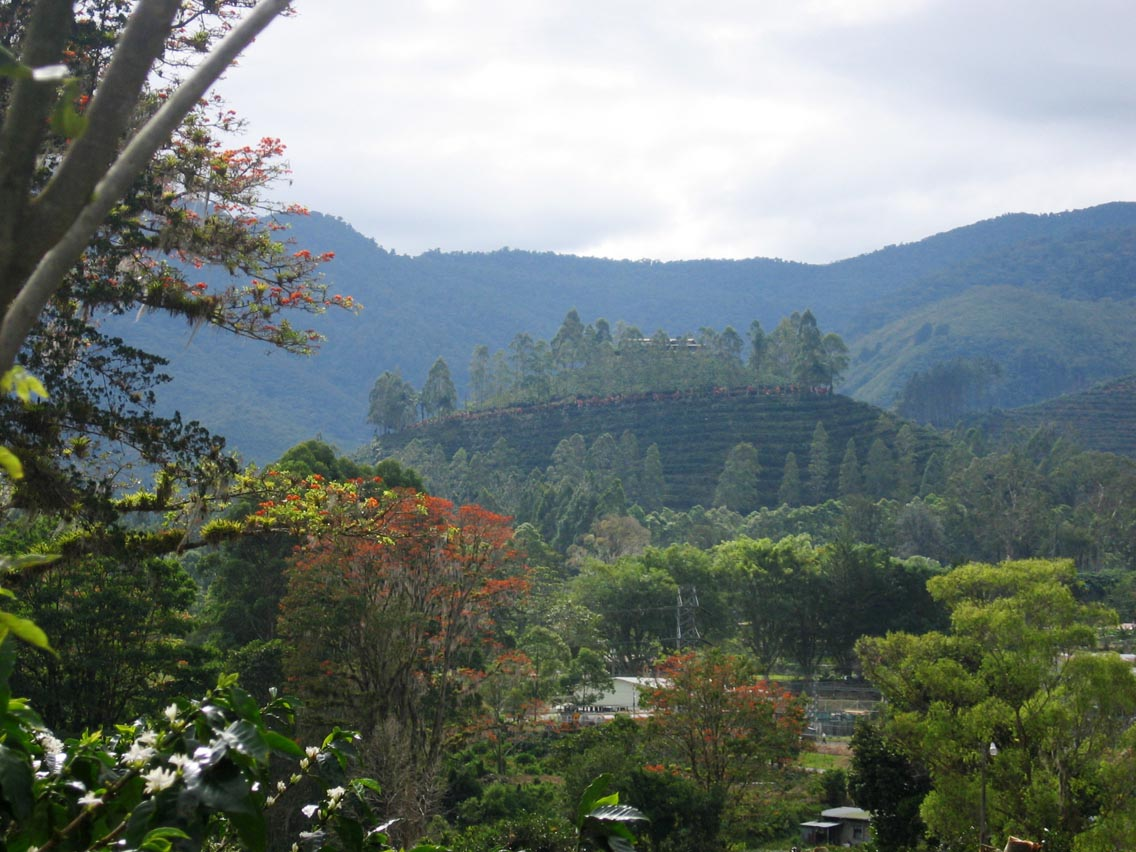
코스타리카 오로시 근처의 커피 플랜테이션.

생두 가격 하락은 커피 소비를 촉진하기도 하였다. 다양한 커피 판매 체인이 생겨난 원인에는 꼭 생두 가격만 있는 것은 아니지만 기존의 공장식 커피 제조에서 벗어나 자체 로스팅과 브랜드를 내세운 커피 판매점은 2004년 기준 미국에서만 17,400 개에 달했고 2003년 미국 내 총 매출은 89억 6천만 달러였다.
새로운 커피 브랜드는 기존의 국제 무역망을 거치지 않는 경우가 많다. 스타벅스는 생산자와 직접 거래하여 종종 상품 가격의 두 배를 지불하는 다년간의 개인 계약을 맺고 커피를 구한다. 상당량이 인스턴트 커피와 같은 가공품의 원재료가 되는 거래소 선물 무역과 달리 커피 소매 체인의 경우 다양한 최종물을 내 놓기 때문에 두 제품은 유통과 소비에서 서로 다른 패턴을 보인다.
2005년 커피 가격이 두드러지게 상승했는데, 생두의 생산량이 크게 줄었고 전통적으로 차를 마시던 중국과 러시아에서 커피 소비량이 늘었기 때문이다. 국제 커피 기구 지표 가격은 2005년 9월 파운드 당 78.79 센트에서 이듬해 3월 101.44 센트까지 올랐다. 이로서 커피 생산자들은 다시 커피 재배로 생계를 이을 여력이 생겼지만 석유 가격의 상승으로 인한 운송비의 상승, 로스팅 및 포장 비용의 상승으로 가격 상승의 혜택이 모두 생산자에게 돌아가지는 못한다. 2005년 이후 커피 가격은 꾸준히 상승하였고 2010년 하반기 주요 커피 생산국의 흉작이 우려되자 커피 가격도 급격히 상승하였다. 2011년 3월 국제 커피 기구 지표 가격은 231 센트에 달했다.

## 특정 조건 무역

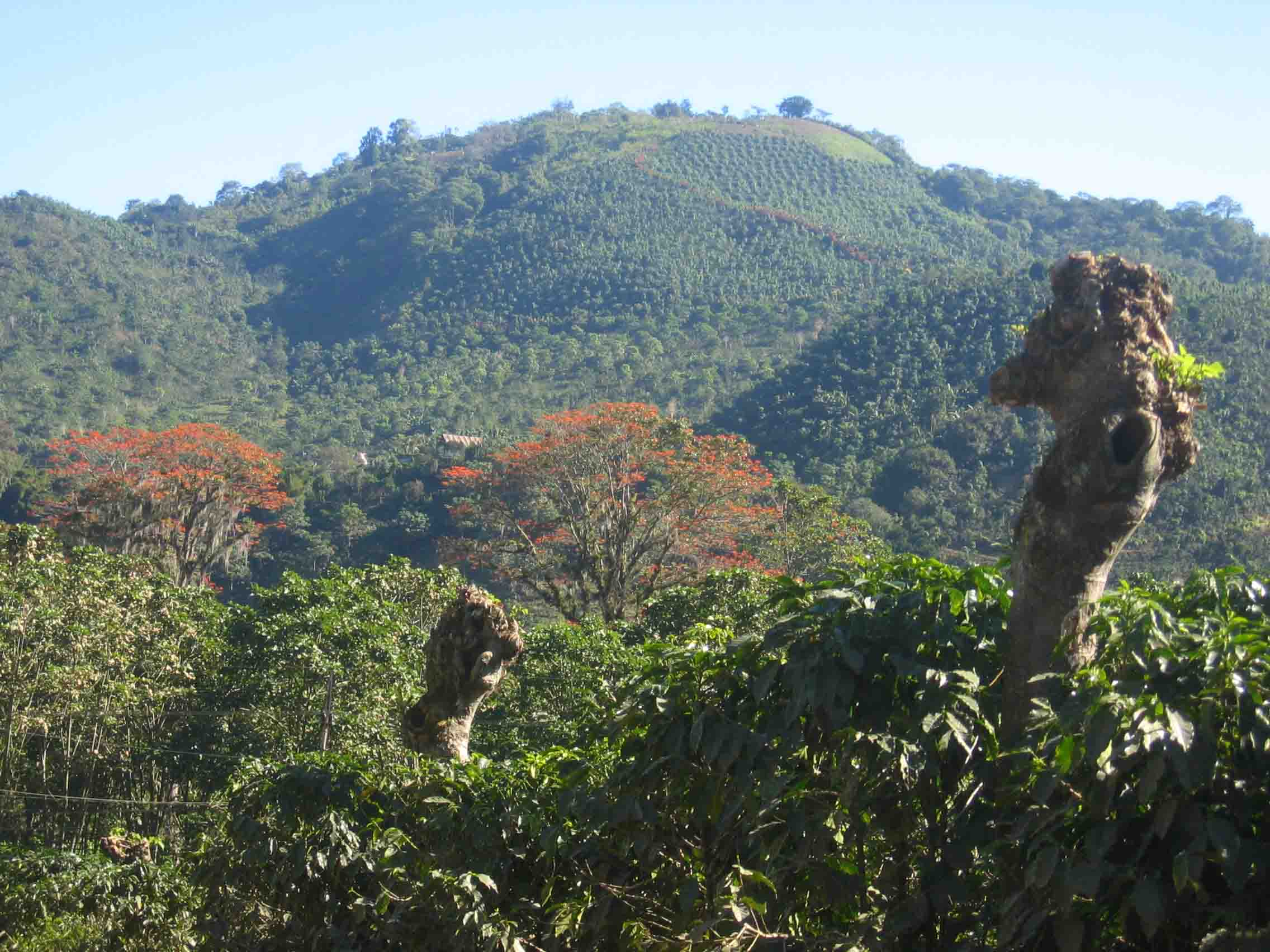
코스타리카 오로시의 커피 나무 앞의 그늘진 나무와 뒤의 붉은 잎 나무는 생장 주기가 다르다.

커피의 생산이 주로 개발도상국에서 이루어지기 때문에 커피를 소비하는 선진국에서는 농업 노동자나 해당 지역의 환경을 보호하기 위한 조건을 만들어 무역하는 경우가 생겨났다. 예를 들어, "조류 친화 커피"는 유기 농법을 사용하여 재배지의 조류를 보호하는 조건에 재배되고 인증을 받아 판매된다. "그늘 재배 커피"는 커피 나무의 보호를 위해 생장기 동안 임관층을 이루는 교목의 그늘에서 키운다.
공정 무역 커피는 소규모 재배자들이 조직한 협동조합을 통해 노동 조건과 환경 보호 조건에 대한 인증을 받고 생산하는 커피로 구매자는 최저 가격을 보장한다. 세계적인 공정 무역 구매처는 미국의 공정 무역 아메리카, 영국의 공정 무역 재단과 같은 기구가 있다.

## 커피 산업의 가치 사슬
|  |  |

커피 산업의 가치 사슬은 커피 플랜테이션의 생두 생산, 중간 수출업자, 수입업자, 로스팅 및 소매 업자 등으로 이루어져 있다. 커피 재배자에게서 선물로 생두를 사들여 거래소에서 파는 중간 수출업자는 종종 "커피 코요테"라고 불린다. 이들의 목적은 시세 차익이기 때문이다. 대규모 커피 플랜테이션은 자체적으로 다국적 커피 기업이나 유통 회사와 직접 공급 계약을 맺기도 한다. 어느 쪽 경로로 판매를 하건 대규모 생산자는 뉴욕 커피 거래소의 가격을 기준으로 거래할 수 있다. 그러나 소규모 재배자들은 별도의 특별 조건 무역이 없는 한 중간 수출업자에게 헐값에 넘길 수 밖에 없다.
재배지를 떠난 생두는 수입업자가 구매한다. 수입업체는 컨테이너에 재고를 쌓아 두고 다수의 소량 주문을 받아 판매한다. 수입업자는 생두만을 판매할 뿐이어서 별도의 로스팅 업체가 커피 로스팅을 맡는다. 로스팅 업체가 양질의 커피를 수입업자에게 의존하기 때문에 커피 유행에 영향을 미치는 것은 로스팅 업체보다는 수입업자 쪽이다.
미국에는 약 1,200개의 로스팅 업체가 있다. 커피의 품질에 큰 영향을 미치는 로스팅 산업은 가치 체인에서 가장 많은 이윤을 얻는다. 맥스웰 하우스와 같은 커피 브랜드는 대형 로스팅 업체로 부터 로스팅 후 포장까지 된 커피를 공급받아 대형 소매점에 판매한다.
소비자가 커피를 구입하는 경로는 미국의 경우 슈퍼마켓과 같은 전통적인 소매 시장이 60% 정도이고 나머지는 카페와 같은 완성품 시장이다. 카페 가운데 30% 정도가 체인점 형태로 운영되고 있다. 전 세계의 연간 커피 소비량은 1천2백억 파운드이다.
커피 역시 국제 무역 상품이기 때문에 선물 계약을 통한 투기의 대상이 된다. 뉴욕거래소는 아라비카 커피를 종목기호 KC로 표기하며 매년 3월, 5월, 7월, 9월, 12월에 인도되는 선물 상품으로 거래하고 있다. 로부스타 커피는 런던 국제 커피 거래소에서 품목 기호 RC로 거래하면 인도 시점은 매년 1월, 3월, 5월, 7월, 9월, 11월이다.

## 커피와 환경
전통적인 커피 재배는 교목의 그늘 아래서 이루어져 다양한 동물과 곤충이 함께 서식하였고 자연림의 생물 다양성과 가까운 환경을 지니고 있었다. 인공적인 농약이나 비료가 없는 시기에 이루어진 전통적인 커피 농업은 바나나와 같은 환적 작물을 함께 재배하여 추가 수입을 얻을 수 있었다.
그러나 1970년대와 1980년대에 이루어진 이른바 녹색 혁명 동안 미국 국제 개발청과 같은 기구들은 라틴 아메리카의 커피 플랜테이션에 8천만 달러를 투여하여 살충제와 제초제, 그리고 화학비료를 동원한 획일화된 단품종 플랜테이션 농업을 확산시켰다. 커피 단품종 플랜테이션 농업은 커피를 그늘 없이 재배하면서 재배량을 크게 늘렸지만 재배지의 생물 다양성을 파괴하였다.
직사광 재배는 주변의 큰 나무를 베어야 하고 화학 비료 와 살충제를 많이 투입해야 가능하다. 이 때문에 삼림 벌채, 살충제 오염, 서식지 파괴, 토양 황폐화 및 수질 오염과 같은 환경파괴를 일으켰다. 이와 같은 문제들은 여전히 진행중이다. 1990년부터 1995년사이 삼림 벌채가 가장 많았던 50개 국가 가운데 37개 국이 커피 생산국이었다.
이 때문에 농약 사용 금지, 소규모 자영농에 대한 보호, 환경 다양성 보호 등을 위한 특정 조건 무역이 시작되었지만, 커피 재배와 무역의 주류는 여전히 대단위 단품종 플랜테이션이다.

## 코로나19의 영향
코로나19 범유행은 커피의 수요와 공급 모두에 영향을 미쳤다.
범유행이 커피 산업 전반에 미친 영향은 직접적 영향 뿐만 아니라 파생적 영향도 측정하여야 하기 때문에 데이터 구체화에는 어느 정도 시간이 더 걸릴 것이다.
생산의 입장에서는 확진으로 격리된 사람 뿐만 아니라 예방적 조치인 사회적 거리 두기 등에 따른 조업 손실도 함께 고려될 수 밖에 없다.

### 공급 측면의 영향
코로나19는 창고, 항만 등 수출 인프라에 직접적인 영향을 미쳤다. 이러한 영향에는 공급망 중단, 선적 지연 및 거래 비용 증가가 포함된다. 물류 지연 및 중단은 바이러스 확산을 줄이기 위한 선적 프로세스 변경때문에 일어난다. 한편 재고를 보관하는 창고의 경우 격리 및 사회적 거리 두기에 따른 현장 직원의 감소가 영향을 미친다. 또한 바이러스 확산을 방지하기 위해 상하적시 일정 시간 물품을 격리하는 과정은 물류 시간을 지연시켜 공급량 감소와 비용증가의 원인이 된다.
2020년 3월 기준 전 세계 커피 수출량은 2021년 3월보다 3.7% 낮았다. 그러나 이 수치 모두가 코로나19의 영향이라고 말하기는 어렵다.

### 수요 측면의 영향
코로나19 범유행 초기 사람들의 집 밖 출입이 제한되자 가정 내에서 커피를 소비하는 양이 늘면서 커피 가격이 상승하였다. 그러나 커피는 가격이 올라도 수요가 줄지는 않는 비탄력적 소비품이어서 가격 상승에도 수요는 여전하였다.

## 같이 보기
- 블랙 골드